# Вигдергауз, Павел Исаакович
Павел Исаакович Вигдергауз (7 сентября 1925 — 11 февраля 2013) — советский и украинский архитектор, лауреат Государственной премии СССР (1978), Заслуженный архитектор Украины (2009).

## Биография
Родился 7 сентября 1925 года в городе Бахмут Донецкой области в еврейской семье. Так как отец работал журналистом в разных городах Донецкой и Луганской областей, то и семья постоянно переезжала. Война застала их в городе Макеевке. В октябре 1941 года вместе с матерью был эвакуирован в город Кизел Пермской области на Урале. В Кизеле он поступил на работу на эвакуированный из Киева военный завод, где освоил специальность токаря 3-го разряда.
В январе 1943 году был призван в ряды Советской Армии и направлен в военно-пехотное училище. После шести месяцев обучения был направлен в 349-й гвардейский полк 105-й гвардейской стрелковой дивизии, которая в составе 3-го Украинского фронта вела бои в Венгрии и Австрии. В боях за Вену был ранен. После лечения в госпиталях Будапешта, Констанцы, Днепропетровска и Донецка был демобилизован.
Мечта стать архитектором зародилась у него ещё в школе. После демобилизации, идя по полуразрушенному городу Сталино, он увидел офицера, рисующего развалины дома. Павел Исаакович подошёл и узнал, что этот человек — архитектор и готовит обмеры здания для его восстановления, и он рассказал о своей мечте. Так его пригласили работать в Облпроект чертёжником-помощником архитектора.
В Облпроекте ему довелось работать с известными уже в то время архитекторами А. П. Страшновым и А. Д. Кузнецовым. В 1947 году они уговорили Павла Исааковича ехать в Харьков учиться в институте. Там они с товарищем сразу направились к ректору института. Сдав экзамен только по рисованию (так как со школьных лет после войны ничего не помнили, и ректор это понимал), были приняты в институт. Итак, шесть лет учёбы и диплом архитектора.
Творческая работа архитектора насчитывает более 55 лет. За это время построено огромное количество зданий по проектам архитектора Вигдергауза Павла Исааковича, который является членом Союза архитекторов УССР с 1957 года. В числе его работ — скульптурные памятники, храмы, медицинские и образовательные учреждения, жилые и административные здания, спортивные сооружения. Большинство его проектов воплощено в Донецке, однако, есть его объекты и в других городах Донецкой области и бывшего СССР. Одна из работ архитектора Вигдергауза Павла Исааковича уже много лет считается символом Донбасса — памятник «Слава шахтёрскому труду», установленный на Шахтёрской площади города Донецка.
В 1978 году ему присуждена Государственная премия СССР за ландшафтную архитектуру центра города Донецка.
В 2009 году ему присвоено звание Заслуженный архитектор Украины.
Умер 11 февраля 2013 года в Донецке на 88-м году жизни.

## Список авторских работ

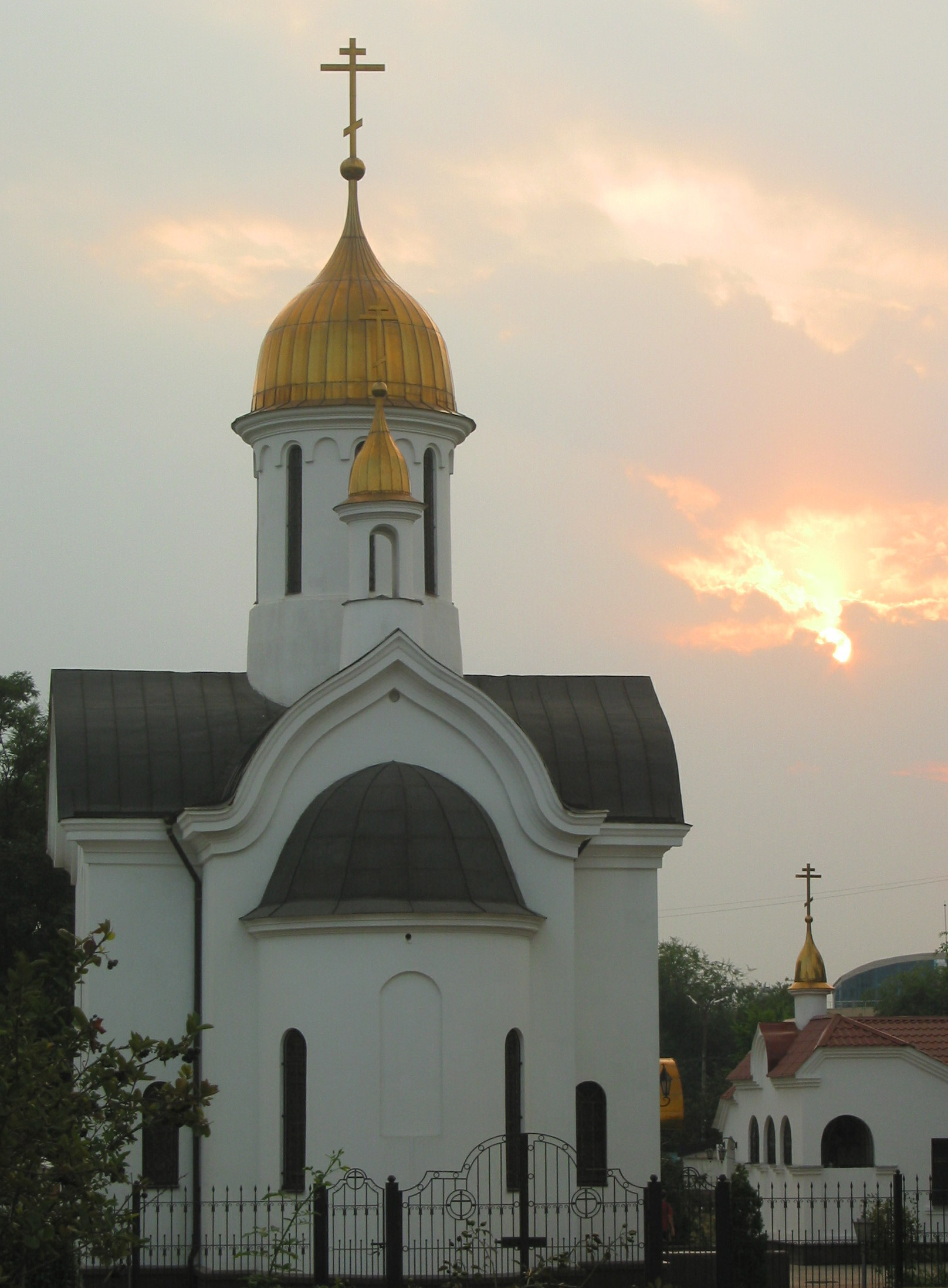
Храм Рождества Христова в сквере Павших Коммунаров в г. Донецке

- жилой 45-квартирный дом № 1 МУП УССР в квартале № 309 по ул. Университетской в г. Донецке;
- жилой 42-квартирный дом № 3 МУП УССР в квартале № 309 по ул. Университетской в г. Донецке;
- стадион ДСО «Шахтёр» в г. Горловке;
- жилой дом № 15 в квартале № 33 в г. Донецке;
- проект застройки квартала № 289 в г. Донецке;
- проект застройки квартала № 7 шахты «Чайкино-Глубокая»;
- административно-лабораторный корпус института «УкрНИИсоль» в г. Артемовске;
- застройка жилого района «Семеновка» в г. Донецке;
- экспериментальная школа на 2032 учащихся в г. Донецке (проект архитектора И. Каракиса; привязка к местности П. И. Вигдергаузa, В. И. Воликa, А. П. Страшновa; мозаичные композиции худ. Г. И. Синицы и В. И. Зарецкого)[3];
- магазин «Дончанка» в г. Донецке;
- квартал № 426 в г. Енакиево;
- монумент «Шахтёр» на Шахтёрской площади в г. Донецке (скульптор Константин Ефимович Ракитянский);
- дом бытовой радиотелевизионной техники в г. Донецке;
- памятник В. И. Ленину в г. Краматорске;
- жилой 9-этажный дом № 1 в микрорайоне № 4 г. Енакиево;
- 321-квартирный жилой дом № 5, 6 в квартале № 138—139 в г. Донецке с квартирами в 2-х уровнях;
- унифицированные блок-секции 9-этажных жилых домов со стенами из кирпича серии 87 (заказ Госстроя УССР — типовой);
- лаборатория электрошлакового переплава Донецкого политехнического института;

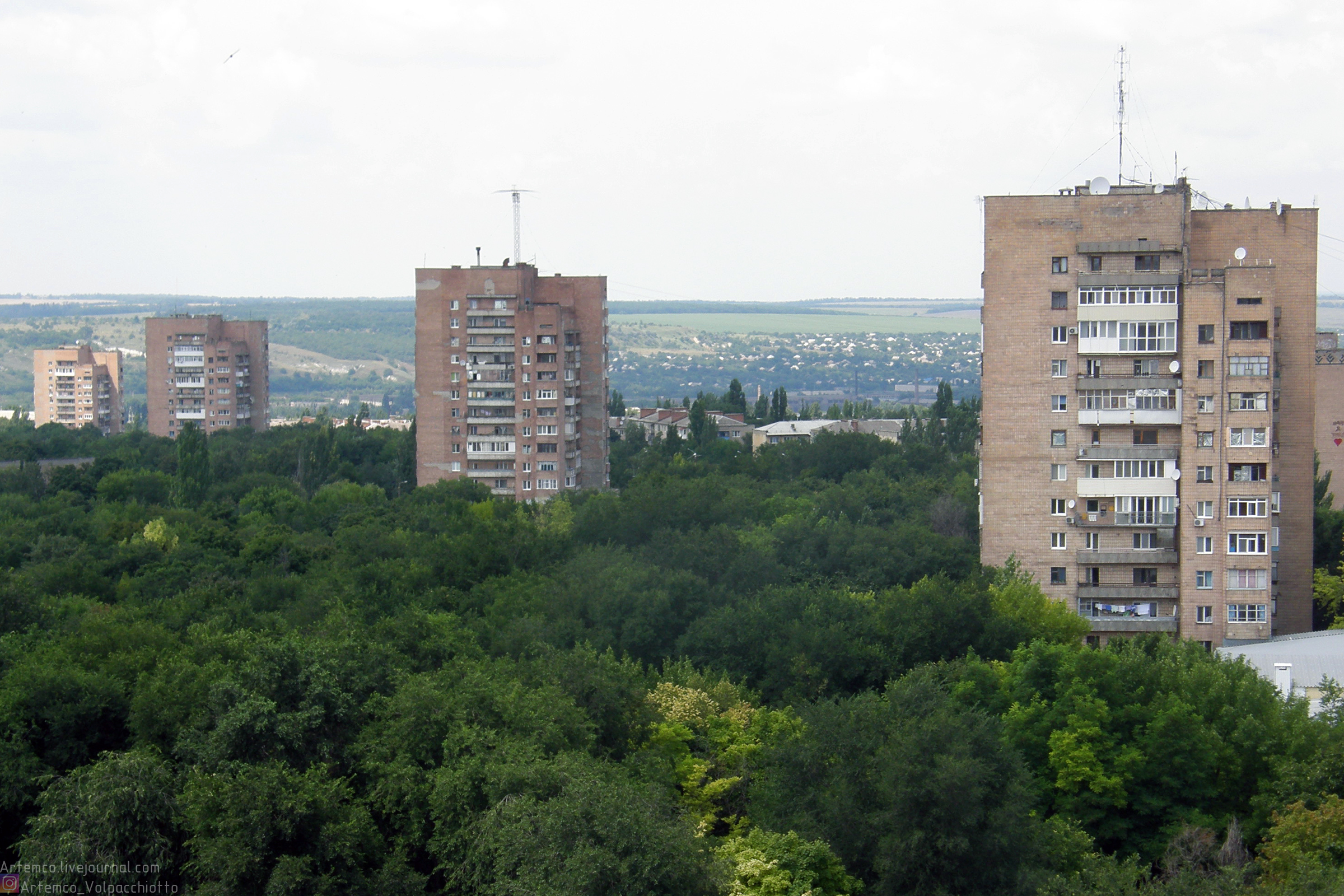
дома по улице Парковой в Краматорске

- 14-этажные жилые дома по ул. Парковой в г. Краматорске (четыре дома), повторены в Макеевке и Алчевске;
- 14-этажные жилые дома со стенами из кирпича (Типовые проекты 124-87-107 и 124-87-117) по заказу Госстроя УССР;
- памятник В. И. Ленину в г. Горловке;
- административное здание в г. Ясиноватая;
- серия 134 ДВ для ЖСК-2 г. Донецка;
- микрорайон «Парковый» в г. Донецке (проект застройки);
- 12, 14, 16-этажный дом № 1 в микрорайоне «Парковый» в г. Донецке;
- 12, 14, 16-этажный дом № 2 в микрорайоне «Парковый» в г. Донецке;
- 65-квартирный 12, 13, 14-этажный жилой дом со стенами из кирпича по заказу Госстроя УССР (Типовой проект 124-87-151);
- 78-ми квартирный 12, 13, 14-этажный жилой дом со стенами из кирпича (Типовой проект 124-87-153);
- кардиологический корпус ОЦКБ в г. Донецке;
- жилые дома № 17-20 с магазином в 1-м этаже в мемориальном центре г. Краснодоне;
- родильный дом в г. Артемовске;
- здание налоговой инспекции в г. Артемовске;
- жилой дом № 5 в квартале № 24 г. Донецка;
- жилой дом по ул. Щорса в г. Донецке;
- жилой дом № 11 в квартале № 43 г. Донецка;
- Храм Рождества Христова в сквере Павших Коммунаров в г. Донецке;
- универсам агрофирмы «Шахтёр» шахты им. Засядько на Ленинском проспекте в г. Донецке;
- универсам агрофирмы «Шахтёр» шахты им. Засядько в Киевском районе г. Донецка;
- жилой дом № 16 в микрорайоне № 18 г. Донецка;
- жилой дом на ул. Б.Хмельницкого 4-секционный, 12-этажный;
- памятник «Жертвам Холокоста» на Ленинском проспекте г. Донецка (скульптор Юрий Иванович Балдин).